# 上渡街道 (新化县)
上渡街道是中华人民共和国湖南省娄底市新化县下辖的一个街道办事处。

## 行政区划
上渡街道下辖以下村级行政区划单位：
桥东社区、望城社区、新城社区、唐家岭社区、上渡村、农丰村、白沙洲村、铁牛村、资江村、资源村、塔山村、蕨根村、七井村、同井村、勤二村和袁家山村。